# Julie Stubbe
Julie Johanna Helene Stubbe (geborene Ernst; * 11. Juni 1883 in Hamburg; † 27. September 1959 ebenda) war eine Politikerin der SPD und Mitglied der Hamburger Bürgerschaft während der Weimarer Republik.

## Leben und Politik
Julie Stubbe besuchte bis 1898 die Volksschule. Danach lernte sie in der Unterrichtseinrichtung des Fortbildungsvereines. Sie absolvierte eine Lehre zur Schneiderin. Ab 1902 war sie aktiv im politischen und gewerkschaftlichen Bereich tätig. Sie war von 1914 bis 1933 Schriftführerin im SPD-Distrikt Hamm-Horn-Borgfelde. Zudem war sie von 1919 bis 1933 im selben Distrikt Frauenleiterin ihrer Partei.
Während des Ersten Weltkrieges war sie Sekretärin und Pflegerin der Hamburgischen Kriegshilfe. 
Sie saß für die SPD von 1919 bis 1924 in der Hamburgischen Bürgerschaft. In dieser Funktion war sie zudem Mitglied des Armenkollegiums der Stadt Hamburg.